# بيلي يونغ (لاعب كريكت)
بيلي يونغ (14 ديسمبر 1970 في المملكة المتحدة - ) (بالإنجليزية: Billy Young)‏ هو لاعب كريكت بريطاني.